# Jim Capaldi
Nicola James "Jim" Capaldi, född 2 augusti 1944 i Evesham, Worcestershire, död 28 januari 2005 i London, var en brittisk musiker, kompositör och trummis. Han spelade en viktig roll i 60- och 70-talets rockmusik och är då främst känd som trummis i gruppen Traffic med Steve Winwood som frontfigur. Jim Capaldi spelade även trummor med många andra kända musiker så som Jimi Hendrix och Eric Clapton. Jim Capaldi har skrivit musik som lanserats av Carlos Santana, the Eagles m. fl.  Han har även haft en solokarriär med ett antal album utgivna i eget namn och i samverkan med andra kända.

## Diskografi (inspelningar eget namn)
- 1972 - Oh How We Danced
- 1974 - Whale Meat Again
- 1975 - Short Cut Draw Blood
- 1977 - Play It By Ear
- 1978 - Daughter of the Night
- 1978 - Contender
- 1979 - Electric Nights
- 1980 - Sweet Smell of ... Success
- 1981 - Let The Thunder Cry
- 1982 - Fierce Heart
- 1984 - One Man Mission
- 1988 - Some Come Running
- 1995 - Prince of Darkness
- 1999 - Let The Thunder Cry
- 2001 - Living On The Outside
- 2004 - Poor Boy Blue